# Sublevación de 1953 en la República Democrática Alemana
La Sublevación de 1953 en la Alemania Oriental (conocido en Alemania como Aufstand des 17. Juni 1953) se inició el 16 de junio en Berlín Este con una huelga de obreros de la construcción, que se convirtió al día siguiente en un levantamiento generalizado contra el Gobierno en toda la República Democrática Alemana (RDA). La sublevación en Berlín Este fue violentamente reprimida por tanques del Grupo de Fuerzas Soviéticas en Alemania (Группа советских войск в Германии, transliterado como GSVG o Gruppa soviétskij voisk v Germánii) y la Volkspolizei alemana. A pesar de la intervención de tropas soviéticas, la ola de huelgas y protestas no fueron controladas fácilmente. Incluso después del 17 de junio, hubo manifestaciones en más de quinientas localidades.

## Antecedentes
El Comité Central del Partido Socialista Unificado de Alemania (SED) decidió abordar las dificultades económicas que aquejaban a la RDA con un paquete de cambios que incluían impuestos más altos, una subida de precios y — más significativamente — un incremento de las normas de trabajo en un 10 %. Estos cambios entrarían en vigor el 30 de junio de 1953, el 60.o cumpleaños de Walter Ulbricht, primer secretario del Partido Socialista Unificado de Alemania, mediante una directiva que fue introducida en todas las empresas del Estado (llamadas Volkseigene Betriebe, empresas de propiedad popular), que estipulaba que si las nuevas cuotas no eran alcanzadas, los trabajadores tendrían que aceptar una reducción de los salarios. La decisión fue tomada entre el 13 y 14 de mayo, y el Consejo de Ministros la aprobó el 28 de mayo.
La decisión de aumentar las normas de trabajo (que equivalía a más trabajo por el mismo salario) fue percibida como una provocación ya que llevaría previsiblemente a un deterioro del estándar de vida. A principios de junio, el Gobierno soviético fue alarmado por informes de malestar y Ulbricht fue convocado a Moscú. Gueorgui Malenkov le advirtió que si esta política no era corregida inmediatamente, habría una catástrofe.

## Huelgas

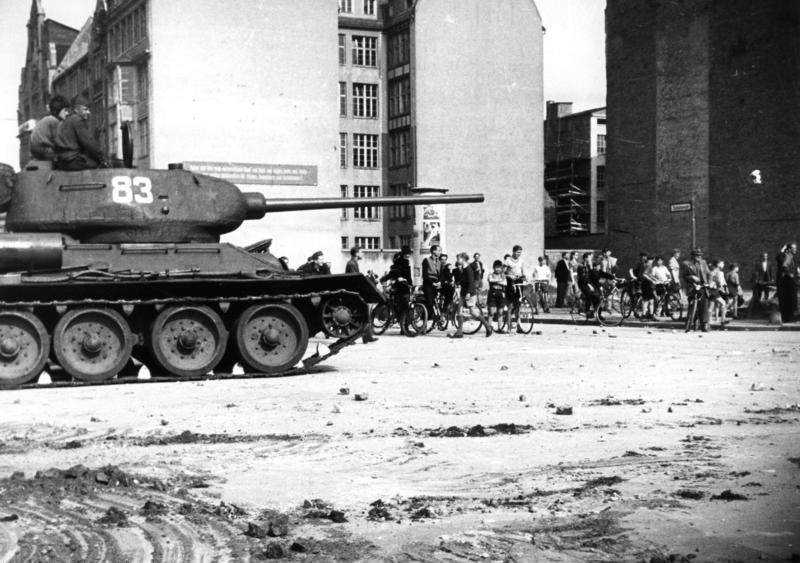
Tanque soviético en Berlín Este, junio de 1953.

El 16 de junio, entre sesenta y ochenta obreros de la construcción de Berlín Oriental entraron en huelga después de que sus superiores anunciaran un recorte en los sueldos si no alcanzaban la cuota de trabajo. Su número aumentó rápidamente y se convocó a una huelga general y protestas para el día siguiente. La radio norteamericana con base en el Berlín Occidental informó sobre los eventos en Berlín Este, lo que probablemente ayudó a incitar el levantamiento en otras partes de la Alemania Oriental.
Al amanecer del 17 de junio, 40 000 manifestantes estaban reunidos en Berlín Oriental, con más de ellos llegando a lo largo de la mañana. Se llevaron a cabo muchas protestas en toda la RDA, con al menos algunas suspensiones de trabajo y protestas en virtualmente todos los centros industriales y en las grandes ciudades del país. Las demandas originales de los manifestantes, como la restitución de las cuotas previas de menos trabajo, se convirtieron en demandas políticas. Los funcionarios del Partido tomaron las calles y empezaron a discutir con pequeños grupos de manifestantes. Finalmente, los trabajadores demandaron la renuncia del Gobierno de la Alemania del Este. El Gobierno decidió usar la fuerza para detener la sublevación y se dirigió a la Unión Soviética para obtener apoyo militar. En total, se comprometieron dieciséis divisiones soviéticas con 20 000 soldados, así como 8 000 miembros de la Kasernierte Volkspolizei.
En Berlín, tuvieron lugar enfrentamientos importantes a lo largo de la avenida Unter den Linden (entre la Puerta de Brandeburgo y la plaza Marx-Engels), donde las tropas soviéticas y de la Policía Popular abrieron fuego, y alrededor de la Potsdamer Platz, donde varias personas murieron por disparos de la Policía Popular.

## Consecuencias
Todavía no está claro cuántas personas murieron durante la sublevación y por las sentencias a muerte que siguieron. El número de víctimas conocidas es de cincuenta y cinco.
Por su parte, las estimaciones de la antigua Alemania Occidental del número de personas muertas eran considerablemente más altas: según el ministro federal de Relaciones Interalemanas en 1966, 383 personas fueron asesinadas en el levantamiento, incluyendo a 116 "funcionarios del régimen" y 106 personas que fueron ejecutadas por la ley marcial o condenadas después a la pena capital. Además, 1 838 personas fueron heridas, 5 100 arrestadas y 1 200 de éstas fueron sentenciadas más tarde a un total de 6 000 años en campos penitenciarios. También se alegó que diecisiete o dieciocho soldados soviéticos fueron ejecutados por negarse a disparar contra los obreros manifestantes, aunque en realidad fueron más de cuarenta, entre suboficiales y soldados. Estos informes sobre los soldatos soviéticos no serían confirmados por las investigaciones realizadas en fechas posteriores a 1990, tras la desaparición de la RDA.
En el ámbito interno de la República Democrática Alemana, la sublevación tuvo consecuencias: supuso el final de la carrera del entonces ministro para la Seguridad del Estado, Wilhelm Zaisser, a la vez que llevó a una purga dentro de los cuerpos policiales, la administración, así como entre algunos dirigentes del Partido Socialista Unificado de Alemania (SED).